# Padlock
A Padlock című album egy "minialbum" az amerikai Gwen Guthrie által, mely eredetileg 1983-ban jelent meg az Island kiadónál, azonban 1985-ben újra kiadták. Az album dalait Larry Levan remixelte, melyről két kislemezt jelentettek meg. Az album az R&B/Hip-Hop albumlistán a 47. helyig jutott.

## Megjelenések
LP  Island Records – ISP 1053
- A1	Peanut Butter Prelude (Larry Levan Remix) 0:20 Written-By – Koo Koo Baya
- A2	Hopscotch (Larry Levan Remix) 8:12 Written-By – R. Shakespeare
- A3	Seventh Heaven (Larry Levan Remix) 7:26 Written-By – T. Smith
- A4	Getting Hot (Larry Levan Remix) 4:34 Producer – Steven Stanley, Written-By – S. Dunbar/R. Shakespeare
- B1	Getting Hot Prelude (Larry Levan Remix) 0:15 Producer – Steven Stanley,  Written-By – S. Dunbar/R. Shakespeare
- B2	Peanut Butter (Larry Levan Remix) 6:04 Written-By – S. Dunbar
- B3	Padlock (Larry Levan Remix) 6:54 Written-By – T. Smith

## Slágerlista
| 1985 | Padlock | - | 47 | - |

## Közreműködő előadók
- Borító – Tony Wright
- Hangmérnök – Steven Stanley
- Hangmérnök asszisztens – Benji Armbrister, Robert Moretti
- Producer – Sly Dunbar & Robbie Shakespeare
- Remix – Larry Levan
- Ének – Gwen Guthrie